# Henri Joseph Fenet
Henri Joseph Fenet (Ceyzériat, 11 luglio 1919 – Parigi, 14 settembre 2002) è stato un militare francese, durante la Seconda Guerra Mondiale ha combattuto nelle Waffen-SS raggiungendo il grado di Hauptsturmführer e venendo decorato con la Croce di Cavaliere della Croce di Ferro (Ritterkreuz des Eisernen Kreuzes).

## Biografia
Fenet nacque a Ceyzériat, dipartimento dell'Ain, l'11 luglio 1919. Studiò letteratura all'università La Sorbona di Parigi, ma allo scoppio della guerra si arruolò come volontario nell'esercito francese partecipando con il grado di tenente a numerosi combattimenti. Venne ferito due volte e fu decorato con la Croix de Guerre. Nel novembre 1942 fu rilasciato dalla prigionia tedesca ed entrò a far parte della Milice. Nell'Ottobre 1943 si offrì volontario per le Waffen-SS e fu inviato alla scuola per ufficiali SS di Bad Toelz.
Henri Joseph Fenet morì a Parigi il 14 settembre 2002.

### Carriera
Nel marzo 1944 con il grado di Untersturmführer prese il comando della Terza Compagnia della appena costituita Ottava Brigata d'Assalto delle SS Frankreich. Durante i combattimenti in Galizia venne ferito e decorato con la Croce di Ferro di Seconda Classe. Nel corso dell'autunno tutte le varie unità dell'esercito tedesco composte da soldati francesi vennero riunite per formare la 33 Waffen Grenadier Division der SS Charlemagne. Nella nuova Divisione Fenet assunse il comando del Primo Battaglione del 57 Reggimento SS.
Durante i combattimenti in Pomerania, Fenet con una marcia di due giorni riuscì a guidare fuori dall'accerchiamento di Koerlin il suo battaglione raggiungendo quasi senza perdite le linee tedesche nella notte del 5 marzo. Per questa impresa ricevette la Croce di Ferro di Prima Classe e la promozione a Hauptsturmführer. Pochi giorni dopo il "Battaglione Fenet" fu nuovamente accerchiato, ma riuscì ad aprirsi una via d'uscita combattendo e finalmente a raggiungere e ad attraversare l'Oder presso Dievenow il 12 marzo.
La mattina del 24 aprile 1945 un convoglio di 8 camion e svariate automobili requisite raggiunse Berlino da nord: fu il Kampfgruppe formato da circa 400 volontari della Charlemagne organizzato con i superstiti del SS-Bataillon 57 (quello di Fenet), con una compagnia del SS-Bataillon 58 e con la Kampfschule (la compagnia d'élite della Divisione). Tutti i soldati furono armati con fucili d'assalto, panzerfaust o mitragliatrici e furono guidati dal comandante della Charlemagne SS-Brigadeführer Krukenberg e dallo stesso Fenet.
A Berlino il Kampfgruppe venne aggregato alla Divisione Nordland, della quale Krukenberg prese il comando. Inizialmente fu dislocato nel settore di Neukölln, poi verrà spostato nella zona centrale della Cancelleria e del Bunker di Hitler. Il 29 aprile Fenet, benché gravemente ferito ad un piede non abbandonò il comando, venne decorato con la Croce di Cavaliere per i successi conseguiti dai suoi uomini che alla fine riusciranno a distruggere in combattimento ravvicinato 62 carri armati sovietici. In varie occasioni i francesi con contrattacchi suicidi riuscirono persino a riconquistare per alcune ore alcuni tratti di strada o parti di edifici ministeriali. Il loro scopo fu quello di impedire che il Bunker di Hitler venisse catturato il primo maggio, una data simbolica per i Sovietici.
Nelle prime ore del 2 maggio Fenet con pochi altri superstiti pesantemente armati cercò di raggiungere la Cancelleria attraverso la linea sotterranea della metropolitana. Ma qui spiando da un tombino si accorse che la battaglia non era finita. Non si sparò più, ovunque si poterono avvistare veicoli e soldati sovietici. Il gruppetto si nascose allora tra i detriti di un tunnel semicrollato ma venne catturato verso mezzogiorno dalle truppe sovietiche che stavano rastrellando l'area.
Fenet venne portato in un campo di raccolta prigionieri e quindi immediatamente ricoverato in un ospedale a nord della città. Quando pochi giorni dopo venne ricondotto al campo ci si accorse che questo fu evacuato. Incredibilmente allora i sovietici gli consegnarono degli abiti civili e lo lasciarono libero. Si unì così a un gruppo di rifugiati e con essi rientrò in Francia a Valenciennes. Qui gli venne scoperto il tatuaggio del gruppo sanguigno sotto l'ascella, il segno che segnò inequivocabilmente l'appartenenza alle Waffen-SS.
Venne ritenuto colpevole di collaborazionismo e condannato a 20 anni di lavori forzati, e poi liberato alla fine del 1949. Dopo il suo rilascio Fenet apparve in numerosi documentari e programmi televisivi. Lavorò anche come proprietario di un'auto officina.
Le sue parole in una delle ultime interviste: "...La polvere degli edifici crollati rendeva l'aria irrespirabile, sentivamo le urla delle donne violentate. È stato atroce. Non c'era più niente. Non eravamo più niente. La vita non aveva più senso ma non pensavamo più alla vita, non più. Solo a combattere, continuare a combattere... Fino alla fine.".

## Fonti
- Robert Forbes, For Europe. The French Volunteers of the Waffen-SS, Helion & Company Limited, West Midlands, England, 2006.
- Video intervista (presente su youtube.com ma di epoca e di origine non precisata).

| Controllo di autorità | VIAF (EN) 97144647636715012442 · LCCN (EN) no2018089778 · GND (DE) 1229945067 · BNF (FR) cb16988942j (data) |